# Colobothea humerosa
Colobothea humerosa är en skalbaggsart som beskrevs av Bates 1865. Colobothea humerosa ingår i släktet Colobothea och familjen långhorningar. Inga underarter finns listade i Catalogue of Life.